# 살러시 페렌츠

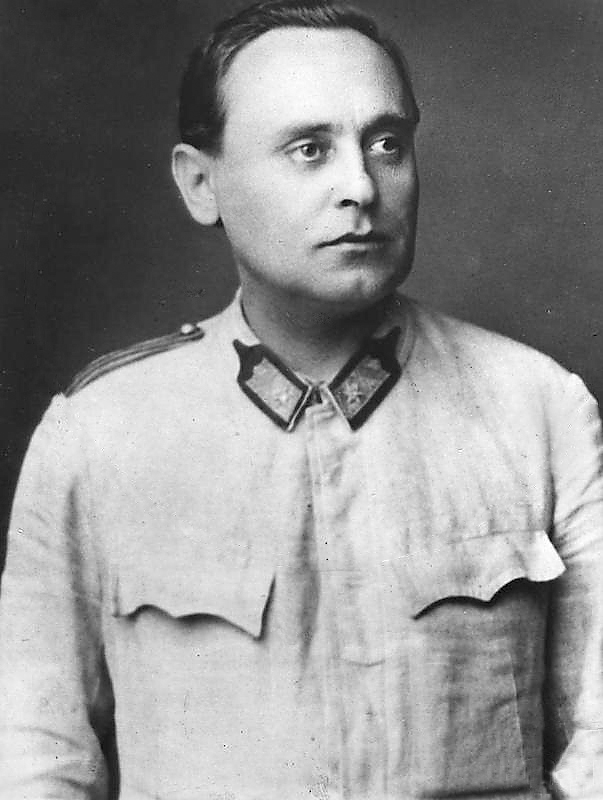
살러시 페렌츠 초상화

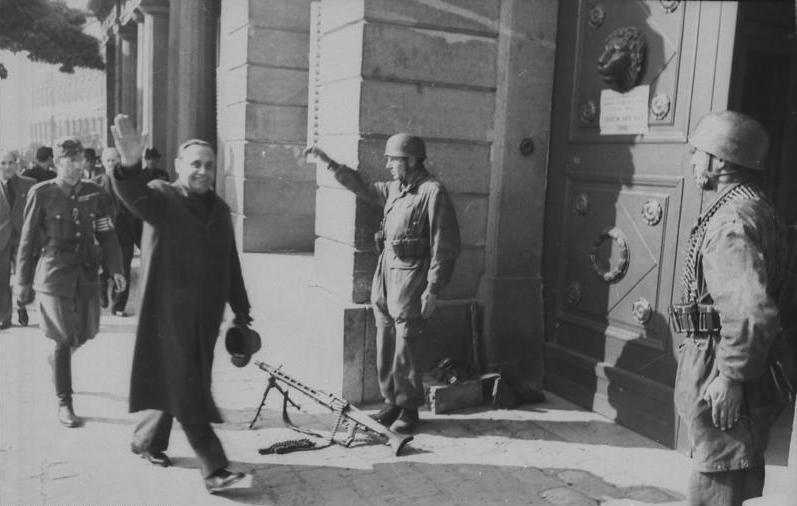
살러시 페렌츠 (1944년 10월 부다페스트)

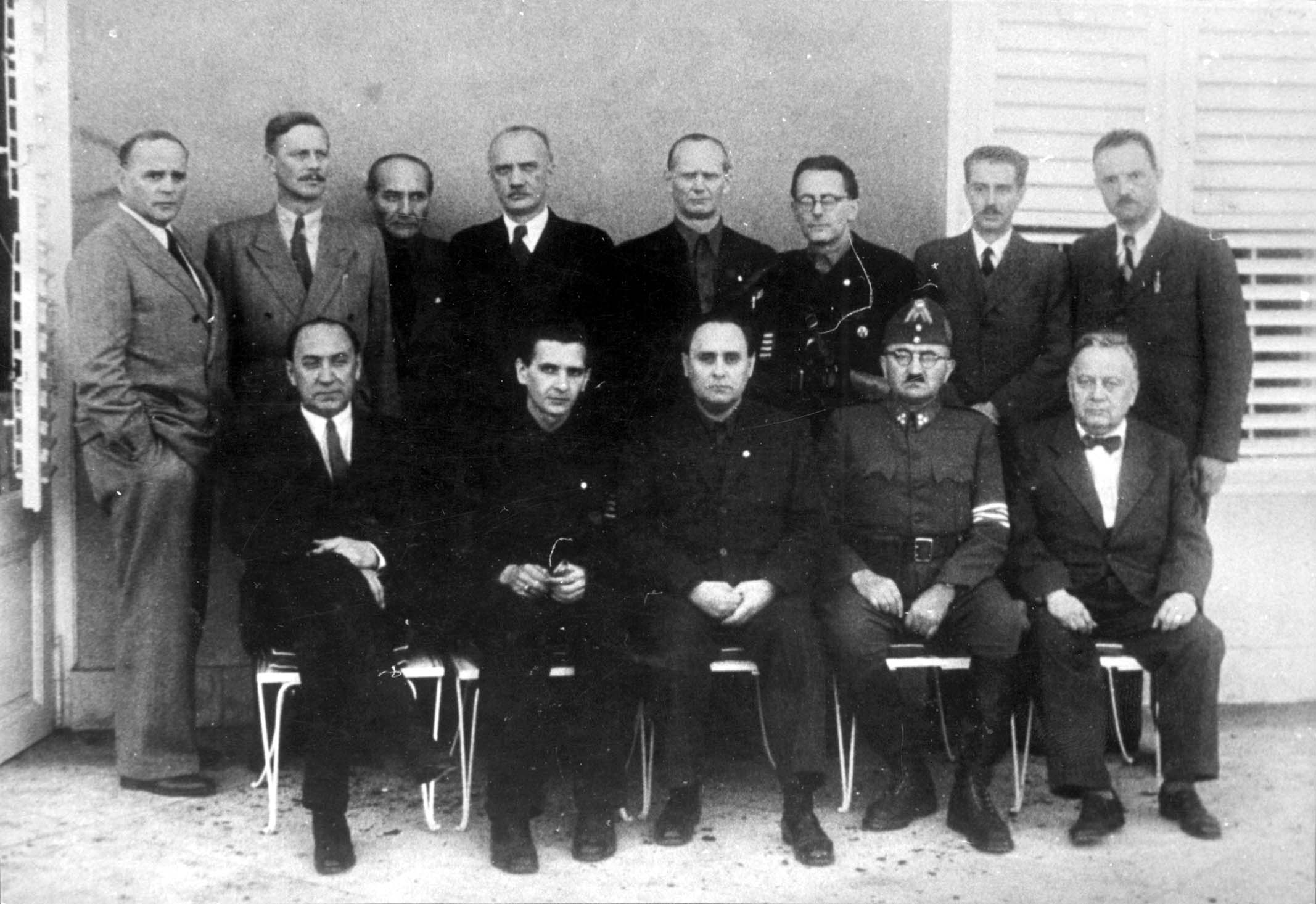
살러시 내각 (가운데에 앉아 있는 사람이 살러시 페렌츠)

살러시 페렌츠(헝가리어: Szálasi Ferenc, 헝가리어 발음: [saːlaʃi fɛrɛnts], 1897년 1월 6일 ~ 1946년 3월 12일)는 헝가리의 군인이자 정치인으로, 제2차 세계 대전 말기 나치 헝가리의 지도자였다.

## 생애
1897년 커서(Kassa, 지금의 슬로바키아 코시체)에서 군인의 아들로 태어나 제1차 세계 대전 때 오스트리아-헝가리 제국군의 일원으로 참전하였다. 전후에는 헝가리군에서 근무하였으며, 1930년 인종차별주의 성향의 비밀 결사인 헝가리 생활 동맹(Magyar Élet Szövetség)에 들어가 이 단체의 주요 지도자 가운데 하나가 되었다.
1935년 군대에서 은퇴한 이후 민족주의 조직인 국민의지당(Nemzet Akaratanak Pártja)을 창설하였으며 이 당은 여러 차례나 참패했으나 급진적이고 민족주의적인 선동을 계속했다. 1939년 나치즘 성향의 정당인 화살십자당(Nyilaskeresztes Párt)을 설립하고 당수가 되었으나 반정부 활동 혐의로 체포되어 형무소에 투옥되었다. 1940년 아돌프 히틀러의 압력으로 석방되어 독일로 건너갔다.
1944년 3월 독일군이 헝가리를 점령하자 헝가리로 돌아왔고 같은 해 8월 나치 독일의 지원 하에 쿠데타 준비를 시작하였다. 1944년 10월 화살십자당(Nyilaskeresztes Párt - Hungarista Mozgalom)의 지도자로서 국민 지도자(Nemzetvezető, 넴제트베제퇴)임을 선언하고, 명목상 국민단결정부(Magyar Állam)의 총리가 되었다. 그는 독일군에 철저히 협력하였으며 그의 짧은 통치 기간 동안 화살십자당 당원들에 의해 많은 유대인들이 살해되었다.
1945년 3월 그의 정부는 연합군에 의해 붕괴되었고 1945년 5월 잘츠부르크에서 미군에 투항한 후 억류되었다가 나중에 헝가리로 압송된다. 헝가리 인민재판소에서 재판 후 사형을 선고받고 1946년 3월 12일 전격 처형되었다.

## 같이 보기
- 파시즘
- 화살십자당
- 호르티 미클로시
- 베니토 무솔리니
- 아돌프 히틀러
- 이오시프 스탈린
- 프란시스코 프랑코
- 샤를 드골